# 蒙特龙 (汝拉省)
蒙特龙（法語：Montrond）是法国汝拉省的一个市镇，属于隆莱索涅区（Lons-le-Saunier）尚帕尼奥勒县（Champagnole）。该市镇总面积25.32平方公里，2009年时的人口为481人。

## 人口
蒙特龙人口变化图示